# 카바드 1세

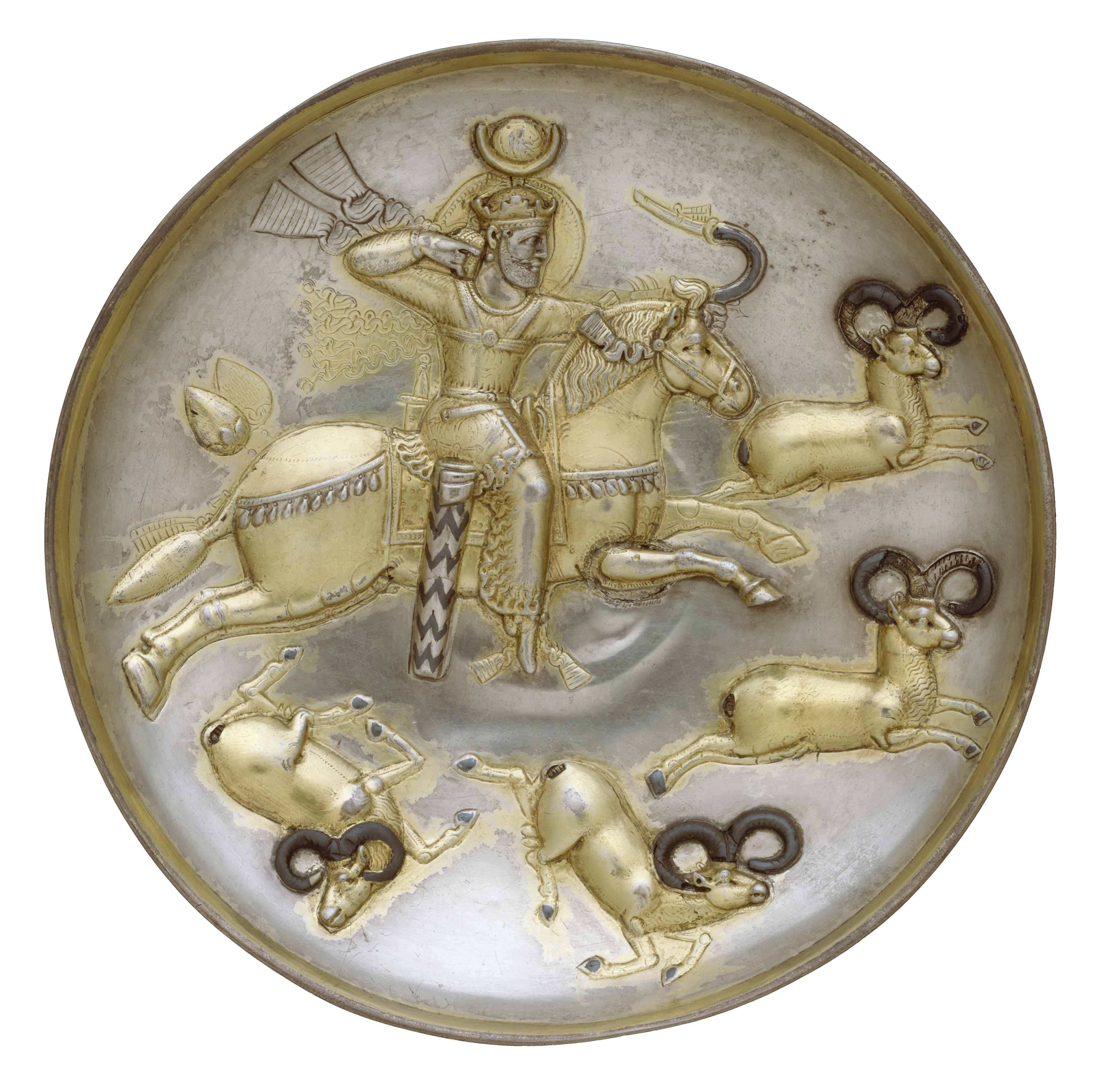

카바드 1세(영어: Kavadh I, Kaveh, Kavad, 449년 - 531년)는 사산 왕조 페르시아 제국의 샤이다. 페로즈 1세의 자손이며, 전임자이자 숙부인 발라시를 퇴위시켰다.

## 정세
당시의 페르시아는 에프탈이나 훈족에 의한 침입으로 매우 불안정한 상태였다. 페로즈 1세는 에프탈에게 패배하고 카바드 1세를 인질로 잡혀 2년 동안 무거운 몸값을 지불하고 있었다. 484년에 페로즈 1세가 전사하고 그의 부대가 궤멸하자, 크테시폰에 남아있던 페로즈 1세의 동생 발라시는 왕가의 권위를 회복하기 어려웠다. 유력자들과 고위 사제들의 희망에는 카바드 1세가 적합하였으나 곧 좌절되었다.

## 생애
에프탈의 도움으로 반역에 성공한 카바드 1세는 집권 후 부자들의 아내와 재산을 가난한 자들에게 나눠주어야 한다는 공산주의적 시각을 가진 마즈다크를 후원하였다. 그의 의도는 확실히 마즈다크교의 교리를 통해 유력자들의 개입을 피하려는 것이었다. 하지만 카바드 1세는 496년에 반대세력들에 의해 폐위되고 수사의 '망각의 성'이라고 불리는 곳에 유폐되었다. 그리고 카바드 1세의 동생인 쟈마습이 왕위를 차지했다.
하지만 카바드 1세는 성에서 탈출하고, 에프탈의 공주와 혼인하여 에프탈을 배후세력으로 삼았다. 결국 카바드 1세는 498년에 페르시아로 돌아가 복위하였으며 반대세력을 숙청하였다. 카바드 1세는 집권 후 에프탈에게 공물을 보냈으며, 예전에 페르시아에게 지급되었던 이민족 방어 보조금을 로마에 신청하였다. 하지만 로마의 황제 아나스타시우스 1세는 그 제안을 거절하였으며, 동방의 두 나라가 전쟁으로 서로 쇠약해지길 기대하였다.
그러나 카바드 1세는 에프탈과 연합하여 동로마 제국에 선전포고를 하였다. 502년에는 아르메니아의 에르주룸(테오도시오폴리스)를, 503년에는 티그리스의 디야르바르크(en:Diyarbakır)를 점령하였다. 하지만 505년에 캅카스 지역에 다시 훈족이 침략하여 휴전하였으며, 로마는 페르시아에게 캅카스 지역 요새들의 유지비를 지원하였다.
콘스탄티노플에서 유스티누스 1세가 새로운 동로마의 황제로 집권했을 때, 갈등은 다시 시작되었다. 페르시아의 봉신인 알문드히르 4세(al-Mundhir IV ibn al-Mundhir)는 메소포타미아 지역의 수도승과 수녀들을 살육했다. 그리고 531년에 동로마의 벨리사리우스 장군을 칼리니쿰 전투(en:Battle of Callinicum)에서 패배시켰다. 하지만 그 해 9월 카바드 1세는 사망하고, 그에게 많은 영향을 준 호스로 1세가 후임으로 지명되었다. 호스로 1세는 카바드 1세로 하여금 페르시아 전역에 걸쳐 혼란을 야기했던 마즈다크교를 멈추게 하는데 기여했었다.
프로코피우스는 카바드 1세를 대단히 명석하고 정력적인 왕으로 기록하였다. 카바드 1세는 에프탈의 굴레에서 벗어나지 못해 자유롭지 못하였음에도 불구하고 로마에 대항하여 성공적으로 싸웠으며, 자신의 이름을 딴 도시들을 건설하고 조세를 규제하기 시작하여 페르시아의 질서를 회복한 것으로 평가받는다.

## 마즈다크교 논쟁
529년에 열린 신학 논쟁에서 마즈다크교는 정통의 마기들에 의해 완전히 부인된다. 이후 이교도들은 박해받았으며, 마즈다크는 스스로 목을 매어 자살했다.

## 참고
- 'The Civilizations of the Ancient Near East' by George Rawlinson, Project Gutenberg 보관됨 2018-04-02 - 웨이백 머신

| 전임 발라시 | 사산 왕조의 샤 카바드 1세 1차 488년 - 496년 | 후임 쟈마습 |

| 전임 쟈마습 | 사산 왕조의 샤 카바드 1세 2차 498년 - 531년 | 후임 호스로 1세 |

 본 문서에는 현재 퍼블릭 도메인에 속한 브리태니커 백과사전 제11판의 내용을 기초로 작성된 내용이 포함되어 있습니다.